# Un chien des Flandres (série télévisée d'animation, 1992)
Cet article concerne l'adaptation du roman de Ouida diffusée en 1992. Pour l'adaptation diffusée en 1975, voir Flanders no inu (série télévisée d'animation).
Un chien des Flandres (フランダースの犬 ぼくのパトラッシュ, Furandāsu no inu boku no patorasshu) est une série d'animation japonaise de 26 épisodes créée en 1992.
Il s'agit de la deuxième adaptation sous forme de série d’animation du roman de Ouida paru en 1872, après une première adaptation dans les années 1970.
En France, la série a été diffusée à partir de janvier 1995 dans Les Minikeums sur France 3. Depuis le 22 novembre 2022, l'intégralité de la série est disponible sur la chaine YouTube TeamKids.

## Synopsis
Les événements se déroulent dans la région des Flandres près d'Anvers. Nello, un jeune orphelin, vit avec son grand-père Johann, avec qui il gagne sa vie en vendant du lait. Un jour, le garçon trouve le long de la route un beau chien des Flandres, abandonné par son maître qui le maltraitait, blessé et nécessitant des soins. Nello le recueille et l'appelle Patrasche. Le chien guérit vite et se montre fidèle et reconnaissant envers son jeune maître. À partir de ce moment, il l'aidera à transporter le lait à la ville. Nello va également se lier d'amitié avec la jeune Alois, toutefois gêné par le père de la jeune fille, l'homme le plus riche du village, qui voit d'un mauvais œil cette amitié.

## Personnages
- Nello : protagoniste de l'histoire. Il semble avoir entre douze et treize ans. Orphelin de père et de mère, il vit avec son grand-père dans une maison modeste près de la ville et gagne sa vie en vendant du lait. Il a un réel talent pour le dessin et souhaite ardemment devenir peintre. Malgré les calomnies rapportées sur lui et les mauvais traitements qu'il subit de la part de plusieurs personnes en raison de son origine sociale, Nello ne garde jamais aucune rancune : il a bon cœur et songe principalement à aider son grand-père tout en continuant à pratiquer le dessin. Après la mort de Johann, désormais incapable de payer le loyer, Nello se réfugie dans la cathédrale pour échapper à la rigueur de l'hiver, mais meurt de froid et d'épuisement dans son sommeil.
- Patrashe : chien de Nello. Il appartenait autrefois à un maître qui le maltraitait. Ayant été abandonné à moitié mort en bordure de la route, il est recueilli par Nello qui le soigne et décide de le garder. Patrashe développera une profonde reconnaissance et une grande amitié avec son jeune maître, à tel point qu'il refusera de le quitter, même dans la mort.
- Alois : fille de l'homme le plus riche du village, elle est une amie très proche de Nello. Un jour, alors qu'il est malade, elle décide de vendre du lait à sa place, mais son père, indigné, lui interdit de le revoir. Elle continuera pourtant à voir Nello régulièrement, en cachette de son père. Quand ce dernier reconnaît son erreur et lui permet de revoir Nello, il est trop tard.
- Philippe : jeune homme de bonne famille, il semble avoir entre quatorze et seize ans. Il est un grand ami de Nello, qu'il encourage dans ses projets artistiques. Sa mère, souhaitant le voir devenir pianiste ou artiste-peintre, lui paye des cours avec les meilleurs professeurs de la région. Philippe est très doué pour le piano et le dessin, et commence même la peinture à l'huile ; mais il confie à Nello que sa réelle passion est la poésie et qu'il désire approfondir la littérature. Malheureusement, sa mère s'y opposera toujours.
- Grand-père Johann : grand-père maternel de Nello, il est d'abord réticent devant son projet de devenir artiste, car sa fille, la mère de Nello, a épousé un artiste-peintre qui est mort en la laissant dans la misère. Cependant, au fur et à mesure, il comprend que le dessin et la peinture sont les réels moteurs de son petit-fils et choisit d'accepter et de respecter sa passion, au point de finalement se réconcilier avec l'art. Il meurt de vieillesse et de maladie dans l'avant-dernier épisode de l'anime, laissant Nello seul au monde et désormais sans-abri.

## Épisodes
1. Une rencontre (パトラッシュとの出会い) - Diffusé le 10 octobre 1992
2. Tiens bon, Patrasche ! (パトラッシュがんばって!) - Diffusé le 17 octobre 1992
3. Un cadeau de grand-père (おじいちゃんの贈りもの) - Diffusé le 24 octobre 1992
4. Le premier dessin de Nello (はじめての絵) - Diffusé le 31 octobre 1992
5. Pourquoi grand-père ? (どうして!?おじいちゃん) - Diffusé le 7 novembre 1992
6. Maman... papa... ! (父さん…母さん…!) - Diffusé le 14 novembre 1992
7. On a volé Patrasche (奪われたパトラッシュ) - Diffusé le 21 novembre 1992
8. Le fleuve du destin (パトラッシュを返して!) - Diffusé le 28 novembre 1992
9. Les peintures de Rubens (ルーベンスの絵) - Diffusé le 5 décembre 1992
10. Simon, le petit berger (羊飼いの少年・シモン) - Diffusé le 12 décembre 1992
11. La fête d'anniversaire d'Aloïs (アロアの誕生日) - Diffusé le 19 décembre 1992
12. Cours, Patrasche ! (走れ!パトラッシュ) - Diffusé le 26 décembre 1992
13. Par un jour d'hiver... (けなされた絵) - Diffusé le 9 janvier 1993
14. Tante Nulette a des ennuis ! (スレットおばさんが大変) - Diffusé le 16 janvier 1993
15. Au revoir, Madame Lena ! (さようなら、レナー先生) - Diffusé le 23 janvier 1993
16. Aloïs vend du lait (ミルク売りをするアロア) - Diffusé le 30 janvier 1993
17. Nello fait le portrait d'Aloïs (アロアを描いた日) - Diffusé le 6 février 1993
18. Un cadeau pour Aloïs (引き離されたアロア) - Diffusé le 13 février 1993
19. Nello n'est pas de la fête (招待されない誕生日) - Diffusé le 20 février 1993
20. Le moulin à vent brûle ! (風車小屋の火事) - Diffusé le 27 février 1993
21. Une rumeur injuste (つらく悲しい噂) - Diffusé le 6 mars 1993
22. Le nouveau laitier (新しいミルク売り) - Diffusé le 13 mars 1993
23. Le concours de dessin (絵のコンクール) - Diffusé le 20 mars 1993
24. Merci, grand-père ! (おじいちゃん、ありがとう) - Diffusé le 27 mars 1993 - Diffusé le 27 mars 1993
25. Adieu... grand-père ! (さようなら…おじいちゃん) - OAV
26. La dernière nuit de Noël (最後のクリスマス・イヴ) - OAV

## Doublage

### Voix françaises
- Charles Pestel : Nello
- Henri Lambert : Grand-père
- Michel Tugot-Doris : Patrasche (aboiements), rôles divers
- Charlyne Pestel : Aloïs
- Olivier Jankovic : Philippe, Nello (Voix de remplacement : épisode 13)
- Annabelle Roux : Yann
- Sybille Tureau : Simon
- Hélène David : la mère d'Aloïs
- François Jaubert : Boman
- Michel Tureau : rôles divers
- Éric Chevalier : Voix additionnelles